# Vietacheta picea
Vietacheta picea är en insektsart som beskrevs av Andrej Vasiljevitj Gorochov 1992. Vietacheta picea ingår i släktet Vietacheta och familjen syrsor. Inga underarter finns listade i Catalogue of Life.